# 小平市立小平第十小学校
小平市立小平第十小学校（こだいらしりつ こだいらだいじゅうしょうがっこう）は、東京都小平市上水本町にある公立小学校。

## 沿革
- 1964年（昭和39年）4月 - 小平市立小平第四小学校分校として開校[1]
- 1965年（昭和40年）4月1日 - 小平市立小平第四小学校から分離して、小平市立小平第十小学校を開校
- 1966年（昭和41年） - 校章制定
- 1974年（昭和49年） - 体育館完成
- 1975年（昭和50年）
  - 不明 - 校旗完成
  - 11月 - 校歌制定（作詞：与田準一、作曲：中田喜直）
- 1985年（昭和60年） - 新校舎完成
- 1992年（平成4年） - プールの全面改修
- 2002年（平成14年） - 校舎、体育館の耐震工事完成
- 2010年（平成22年） - 図書室の改修
- 2020年   (令和2年)　-校舎などの塗装一部変更

## 通学区域
通学区域と進学先中学校は以下の通り
- 小平市立小平第四中学校
  - 上水本町1丁目（31番＜五日市街道より南側＞）・3 - 6丁目
- 小平市立上水中学校
  - 上水南町1丁目・2丁目（1番）

## 交通
- 西武鉄道西武多摩湖線 一橋学園駅下車 徒歩15分[1]
- にじバス（小平市コミュニティバス）「四小通り」より下車 徒歩10分[1]